# Monteiroa catharinensis
Monteiroa catharinensis är en malvaväxtart som beskrevs av Antonio Krapovickas. Monteiroa catharinensis ingår i släktet Monteiroa och familjen malvaväxter. Inga underarter finns listade i Catalogue of Life.